# Nodaria factitia
Nodaria factitia är en fjärilsart som beskrevs av Swinhoe 1890. Nodaria factitia ingår i släktet Nodaria och familjen nattflyn. Inga underarter finns listade i Catalogue of Life.